# Königsstädtisches Theater
Le Königsstädtische Theater était un théâtre de Berlin, sur l'Alexanderplatz.

## Histoire

### Le théâtre d'Alexanderplatz
Au cours du congrès de Vienne, on découvre le théâtre viennois. Le roi Frédéric-Guillaume III de Prusse veut la même vitalité à Berlin. Le Königsstädtische Theater est l'un des premiers théâtres bourgeois de Berlin.
Le théâtre doit son nom au quartier de Königsstadt. Le bâtiment de Carl Theodor Ottmer (de) s'inspire des théâtres parisiens ou viennois. Il ouvre le 4 août 1824 sous la direction de Karl Friedrich Cerf (de) qui le dirige jusqu'à sa mort en 1845. Le fonctionnement économique est une Aktiengesellschaft fortement tributaire des subventions de la cour.
Avec l'intronisation de Frédéric-Guillaume IV de Prusse en 1840, le théâtre perd ces subventions et connaît des difficultés. Les événements de la révolution de mars 1848 ont lieu autour du théâtre. La censure contre-révolutionnaire qui devient officielle en 1851 contraint le théâtre à fermer en 1851. Dans le même temps, le Friedrich-Wilhelmstädtische Theater ouvre avec le même répertoire de pièces populaires. En 1932, l'administration de Berlin décide de démolir le bâtiment d'origine qui ne servait plus de théâtre.
Le Königsstädtische Theater a un répertoire varié avec des pièces comiques, des mélodrames, des Singspiele et des pantomimes. Il est le lieu de premières : Das Fest der Handwerker de Louis Angely en 1829, Des Adlers Horst de Franz Gläser en 1832. Il ne peut pas produire d'abord de tragédies ou d'opéra. En 1825, Karl Eduard von Holtei devient dramaturge pour ce théâtre. Carl Blum développe une adaptation allemande du vaudeville. Des auteurs comme Angely, David Kalisch ou Adolf Glaßbrenner créent un style local aussi politique qu'à Vienne.
Des acteurs et chanteurs célèbres comme Josef Spitzeder, Heinrich Schmelka (de) et Friedrich Beckmann (de) font la réputation du théâtre. En 1833 a lieu la première de Melusina (de) de Conradin Kreutzer et Franz Grillparzer.

### Wallner-Theater

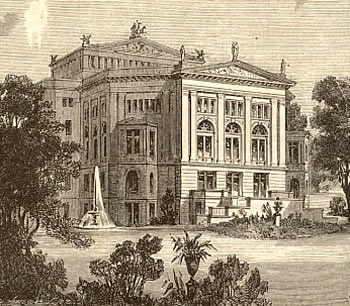
Le Wallner-Theater en 1864

Rudolf Cerf (de) hérite du nom du théâtre et de la licence d'exploitation. Entre 1852 et 1854, le bâtiment du 90 Charlottenstraße, la moitié du Berliner Theater, devient le nouveau Königsstädtisches Theater. 
En 1855, l'acteur et écrivain Franz Wallner (de) acquiert la licence d'exploitation. Il fait construire en 1855 un nouveau bâtiment dans Blumenstraße (de). En 1858, le Königsstädtisches Vaudeville-Theater devient le Wallner-Theater. Il produit des comédies et fait connaître des acteurs comme Karl Helmerding (de) et Anna Schramm (de).
En 1864, on construit sur les plans d'Eduard Titz (de) un peu plus loin au sud, au Wallner-Theater-Straße 35, un nouveau Wallner-Theater. Ce nouveau Wallner-Theater reçoit des compositeurs et chefs d'orchestre comme Paul Lincke, Emil von Řezníček ou Victor Hollaender. Theodor Herzl y présente ses premières pièces de théâtre.
En 1869, un nouveau théâtre ouvre Greifswalder Straße (de) sous le nom de Königsstädtisches Theater. Il doit changer de nom et devient le Residenz-Theater.
En 1894, Raphael Löwenfeld (de) donne le nom de Schiller-Theater Ost. Après la Première Guerre mondiale, Camilla Spira et Lotte Lenya se produisent dedans. En 1929, le théâtre devient le Nationalsozialistisches Volkstheater ; le 10 mars 1929, c'est la première de la pièce Blutsaat de Joseph Goebbels. En 1930, c'est la troisième scène du Piscator-Bühne (de), représentant du théâtre d'avant-garde comme Carl Credé (de). Au cours de la Seconde Guerre mondiale, le théâtre sert de studio d'enregistrement puis tombe en ruines avant la fin de la guerre. Le bâtiment est démoli dans les années 1970.